# グリメンツ
グリメンツ　(Grimentz) は、スイスヴァレー州ヴァル・ダニヴィエ（アニヴィエ谷）にある標高1572ｍの村で、国鉄駅のあるシエールから約23km南に位置する。

## 概要

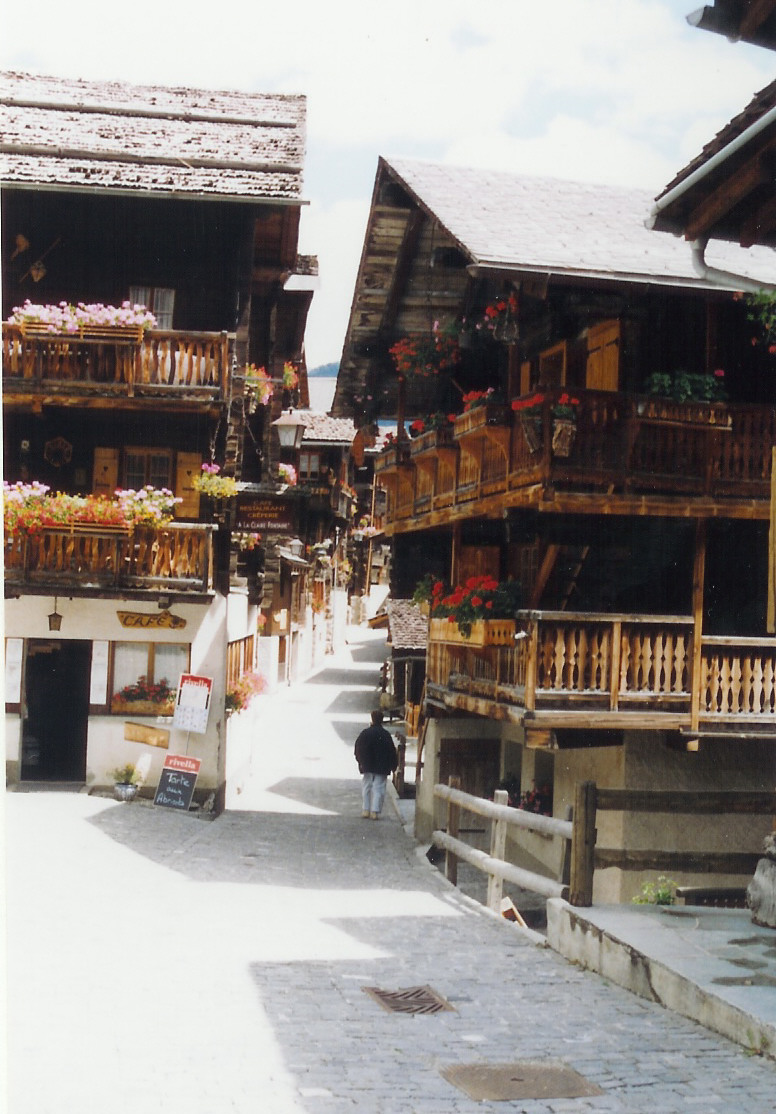
花で彩られたグリメンツの村

グリメンツの南約5kmの場所には、モワリーダムとモワリー湖があり、湖の周辺はハイキングコースも整備されている。
グリメンツは花の村として知られ、村中の家のバルコニーは主にゼラニウムの花で飾られている。長年の間、強い日差しを受けて黒く焼け焦げるように変色した木造建築の窓辺に真っ赤なゼラニウムが所せましと並ぶ。
グリメンツは「氷河ワイン」でも有名で、モワリー氷河が近いグリメンツの村で熟成したワインに付けられた名前である。標高1572ｍのグリメンツではワインはできない気候のため、麓の町シエールでできたワインを樽ごと運んで熟成させている。運び込まれたワインは、村の会館内にある樽に貯蔵され、一年に平均25リットルずつ注ぎ足される。
グリメンツをはじめとするアニヴィエ谷の村や集落では、一年中同じ場所に住んでいては生活が成り立たなかったため、平野では葡萄の手入れ、高地では家畜の世話をするといった季節移住のサイクルを繰り返していた。